# 440年代
440年代（よんひゃくよんじゅうねんだい）は、西暦（ユリウス暦）440年から449年までの10年間を指す十年紀。

## できごと
- 440-450年 - 千葉県市原市の養老川下流域の北岸台地上の稲荷台1号墳で出土した「王賜銘」鉄剣が房総の王に授けられる。
- 442年 - 沮渠氏により高昌国が成立。
- 443年
  - （宋・元嘉20年）- 倭国王の済、宋に朝貢して、安東将軍倭国王とされる。
  - スイス・フランス東南部に第二ブルグント王国が成立。
- 446年 - 北魏の太武帝が廃仏の詔を出す。
- 449年 - エフェソス強盗会議が開かれる。
  - この会議に対抗してローマ教皇レオ1世が「フラウィアヌスへの書簡（レオのトムス）」を送付する。